# سالزبوري
سالزبوري (ماريلاند) (بالإنجليزية: Salisbury, Maryland)‏ هي مدينة تقع في الولايات المتحدة في مقاطعة ويكوميكو. يقدر عدد سكانها بـ 30,343 نسمة ومساحتها 35.92 كم2 وترتفع عن سطح البحر 8 متر.

## التركيبة السكانية
قام مكتب تعداد الولايات المتحدة بتحديد بيانات التركيبة السكانية لسالزبوري في تعداد الولايات المتحدة. في ما يلي، التركيبة السكانية حسب تعدادي 2000 و 2010.

### تعداد عام 2000
بلغ عدد سكان سالزبوري 23,743 نسمة بحسب تعداد عام 2000، وبلغ عدد الأسر 9,061 أسرة وعدد العائلات 4,802 عائلة مقيمة في المدينة. في حين سجلت الكثافة السكانية 2,145.5 نسمة لكل ميل مربع (828.4/كم2). وبلغ عدد الوحدات السكنية 9,612 وحدة بمتوسط كثافة قدره 868.6 نسمة لكل ميل مربع (335.4/كم2).
وتوزع التركيب العرقي للمدينة بنسبة 60.71% من البيض و 0.23% من الأمريكيين الأصليين و 3.19% من الأمريكيين ذوي الأصول الآسيوية و 0.03% من سكان جزر المحيط الهادئ و 32.32% من الأمريكيين الأفارقة و 2.06% من عرقين مختلطين أو أكثر.
بلغ عدد الأسر 9,061 أسرة كانت نسبة 27.4% منها لديها أطفال تحت سن الثامنة عشر تعيش معهم، وبلغت نسبة الأزواج القاطنين مع بعضهم البعض 30.4% من أصل المجموع الكلي للأسر، ونسبة 18.2% من الأسر كان لديها معيلات من الإناث دون وجود شريك، وكانت نسبة 47.0% من غير العائلات. تألفت نسبة 33.5% من أصل جميع الأسر من أفراد ونسبة 12.2% كانوا يعيش معهم شخص وحيد يبلغ من العمر 65 عاماً فما فوق. وبلغ متوسط حجم الأسرة المعيشية 3.00، أما متوسط حجم العائلات فبلغ 2.36.
بلغ العمر الوسطي للسكان 29 عاماً. وكانت نسبة 21.8% بين الثامنة عشر والأربعة وعشرون عاماً، ونسبة 26.9% كانت واقعةً في الفئة العمرية ما بين الخامسة والعشرون حتى والأربعة وأربعون عاماً، ونسبة 17.0% كانت ما بين الخامسة والأربعون حتى الرابعة والستون، ونسبة 12.5% كانت ضمن فئة الخامسة والستون عاماً فما فوق. يوجد لكل 100 أنثى 87.2 ذكر، ويوجد لكل 100 أنثى في الثامنة عشر من عمرها فما فوق 82.9 ذكر.
بلغ متوسط دخل الأسرة في المدينة 29,191 دولار، أما متوسط دخل العائلة فبلغ 35,527 دولار. وكان متوسط دخل الذكور 26,829 دولار مقابل 21,920 دولار للإناث. وسجل دخل الفرد الخاص بالمدينة 15,228 دولار. وكانت نسبة 16.5% من العائلات ونسبة 23.8% من السكان تحت خط الفقر، وكان من هؤلاء نسبة 28.9% تحت سن الثامنة عشر ونسبة 10.2% في الخامسة والستين من العمر وما فوق.

### تعداد عام 2010
بلغ عدد سكان سالزبوري 30,343 نسمة بحسب تعداد عام 2010، وبلغ عدد الأسر 11,983 أسرة وعدد العائلات 6,040 عائلة مقيمة في المدينة. في حين سجلت الكثافة السكانية 2,264.4 نسمة لكل ميل مربع (874.3/كم2). وبلغ عدد الوحدات السكنية 13,401 وحدة بمتوسط كثافة قدره 1,000.1 لكل ميل مربع (386.1/كم2).
وتوزع التركيب العرقي للمدينة بنسبة 55.7% من البيض و 0.3% من الأمريكيين الأصليين و 3.2% من الأمريكيين ذوي الأصول الآسيوية و 0.1% من سكان جزر المحيط الهادئ و 34.4% من الأمريكيين الأفارقة و 3.2% من عرقين مختلطين أو أكثر.
بلغ عدد الأسر 11,983 أسرة كانت نسبة 29.1% منها لديها أطفال تحت سن الثامنة عشر تعيش معهم، وبلغت نسبة الأزواج القاطنين مع بعضهم البعض 26.4% من أصل المجموع الكلي للأسر، ونسبة 19.1% من الأسر كان لديها معيلات من الإناث دون وجود شريك، بينما كانت نسبة 5.0% من الأسر لديها معيلون من الذكور دون وجود شريكة وكانت نسبة 49.6% من غير العائلات. وبلغ متوسط حجم الأسرة المعيشية 3.04، أما متوسط حجم العائلات فبلغ 2.42.
بلغ العمر الوسطي للسكان 28.1 عاماً. وكانت نسبة 21.7% من القاطنين تحت سن الثامنة عشر، وكانت نسبة 22.9% بين الثامنة عشر والأربعة وعشرون عاماً، ونسبة 25.4% كانت واقعةً في الفئة العمرية ما بين الخامسة والعشرون حتى والأربعة وأربعون عاماً، ونسبة 18.8% كانت ما بين الخامسة والأربعون حتى الرابعة والستون، ونسبة 11.1% كانت ضمن فئة الخامسة والستون عاماً فما فوق. وتوزع التركيب الجنسي للسكان بنسبة 46.3% ذكور و53.7% إناث.

## المدن التوأمة
مدينة ساليسبري (انجلترا) هي مدينة توأمة لـسالزبوري (ماريلاند).